# Kydon Palace
Il Kydon Palace è un traghetto appartenente alla compagnia di navigazione greca Minoan Lines.

## Caratteristiche
Il traghetto, spinto da 4 motori diesel Wärtsilä in grado di fargli raggiungere una velocità massima di 31,6 nodi, dispone di 231 cabine, 634 poltrone di prima classe e 108 poltrone di seconda classe. È inoltre in grado di trasportare un massimo di 180 auto e 113 semirimorchi, o 700 auto.

## Servizio
Varato il 16 novembre 2000 nel Cantiere navale Fincantieri di Sestri Ponente con il nome di Festos Palace e consegnato il 19 aprile 2001 alla Minoan Lines, prende servizio il 5 maggio successivo nei collegamenti tra Il Pireo e Candia, aggiungendosi al già presente gemello Knossos Palace.
Dal 5 al 10 giugno 2002 , in occasione del IV Simposio ecologico, viene noleggiato per un viaggio tra Il Pireo, Corfù, Durazzo, Cattaro, Spalato, Capodistria, Ravenna e Venezia.
Nel febbraio 2020, con l'entrata in flotta Grimaldi Minoan Lines del nuovo Festos Palace, viene ribattezzato Kydon Palace.
Il 31 marzo 2023 viene trasferito nei collegamenti tra Brindisi, Igoumenitsa e Corfù, dove opera tutt'oggi.

## Navi gemelle
- Cruise Bonaria (ex Knossos Palace)